# Сальваньяк
Сальванья́к (фр. Salvagnac, окс. Salvanhac) — коммуна во Франции, находится в регионе Юг — Пиренеи. Департамент — Тарн. Входит в состав кантона Виньобль и Бастид. Округ коммуны — Альби.
Код INSEE коммуны — 81276.

## География
Коммуна расположена приблизительно в 560 км к югу от Парижа, в 39 км северо-восточнее Тулузы, в 37 км к западу от Альби.

## Климат
Климат умеренно-океанический. Зима мягкая и дождливая, лето жаркое с частыми грозами. Ветры довольно редки.

## История
Сальваньяк упоминается с 1220 года, когда по инициативе Раймунда VI Тулузского был основан бенедиктинский монастырь.

## Население
Население коммуны на 2010 год составляло 1078 человек.
| 1962 | 1968 | 1975 | 1982 | 1990 | 1999 | 2010 |
| ---- | ---- | ---- | ---- | ---- | ---- | ---- |
| 1049 | 1016 | 863  | 817  | 826  | 928  | 1078 |

## Администрация
| Период | Период | Фамилия        | Партия                  | Примечания |
| ------ | ------ | -------------- | ----------------------- | ---------- |
| 1995   | 2001   | Бернар Бульз   | Разные правые           |            |
| 2001   | 2020   | Бернар Мирамор | Социалистическая партия | фермер     |

## Экономика
В 2007 году среди 612 человек в трудоспособном возрасте (15—64 лет) 420 были экономически активными, 192 — неактивными (показатель активности — 68,6 %, в 1999 году было 64,9 %). Из 420 активных работали 367 человек (188 мужчин и 179 женщин), безработных было 53 (31 мужчина и 22 женщины). Среди 192 неактивных 39 человек были учениками или студентами, 65 — пенсионерами, 88 были неактивными по другим причинам.

## Достопримечательности
- Замок Сальваньяк (XVI век). Исторический памятник с 1980 года.[4]
- Мельница Сент-Анжель (XVIII век). Исторический памятник с 1975 года.[5]

## Фотогалерея

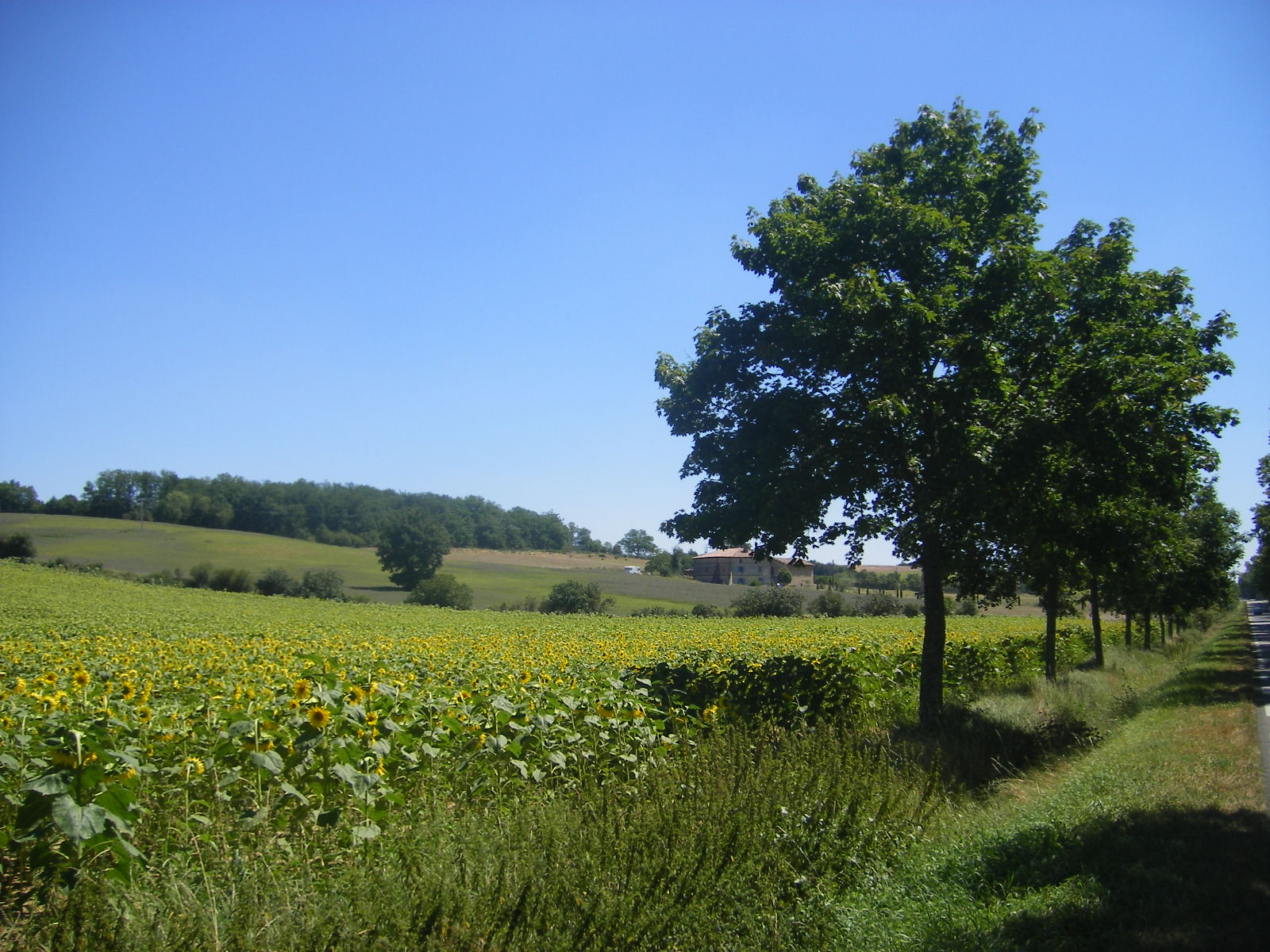
Сальваньяк
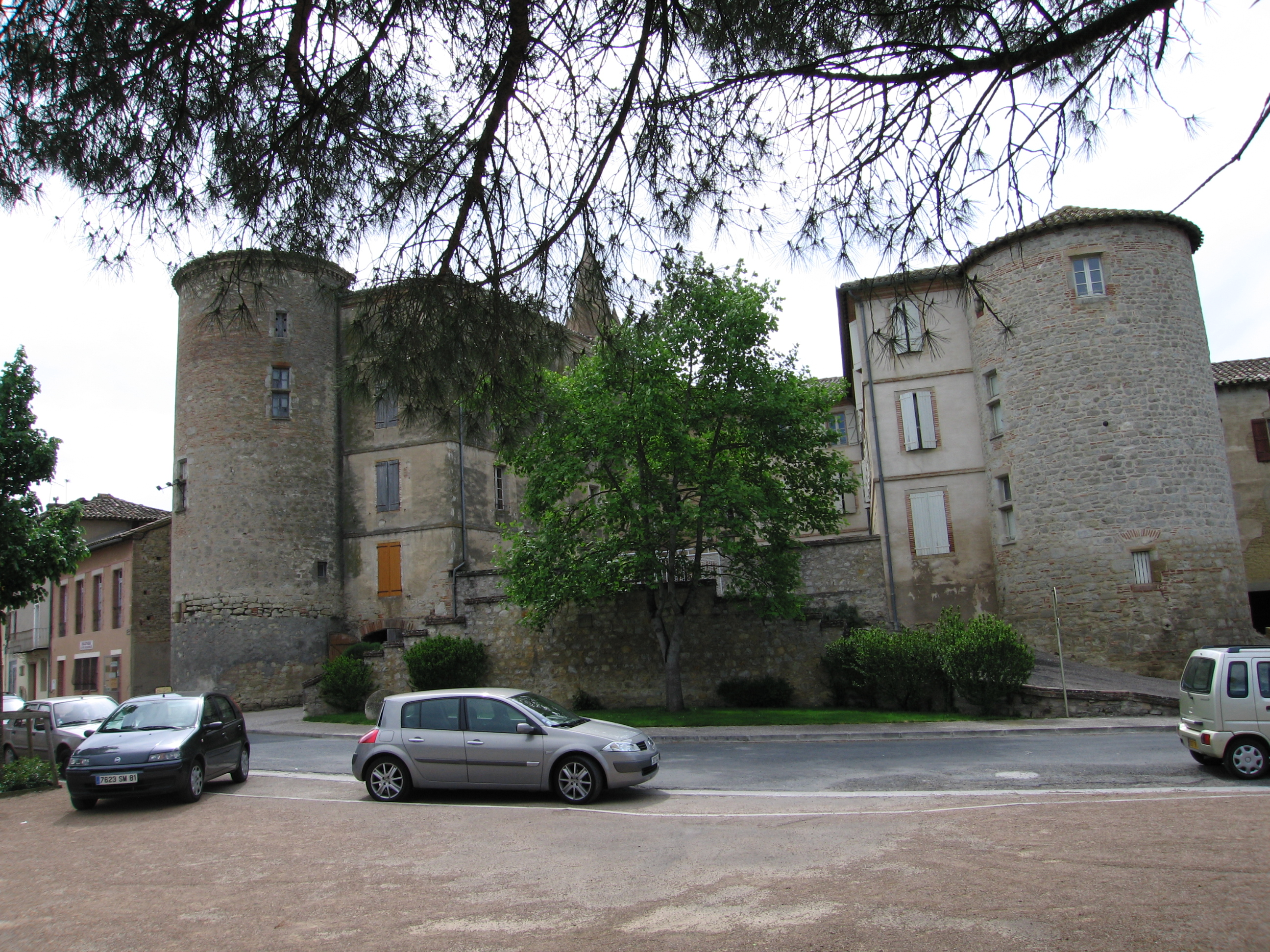
Замок Сальваньяк
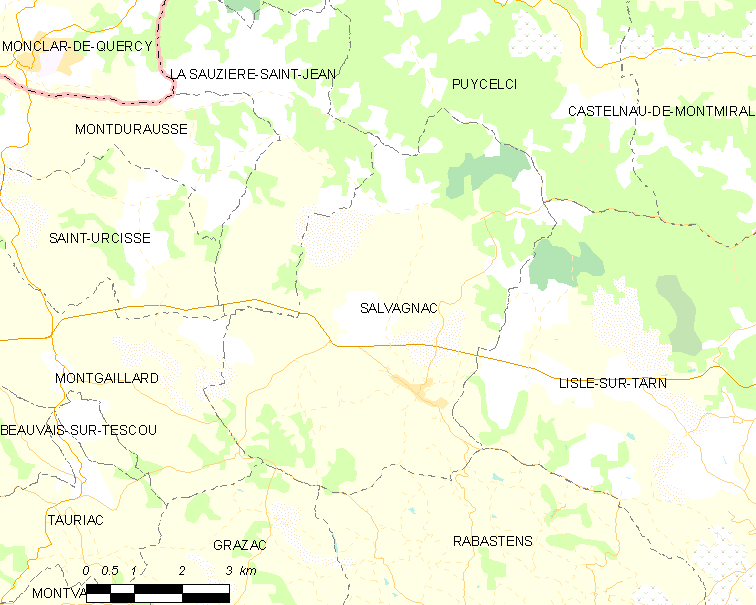
Карта коммуны